# Moeraseik
De moeraseik (Quercus palustris), niet te verwarren met veeneik, is een eenhuizige boom uit de napjesdragersfamilie (Fagaceae). 
De plant komt van nature voor in de rivierdalen in het noordoosten van de Verenigde Staten en bereikt daar een hoogte van 25 m. Op de boom komen mannelijke en vrouwelijke bloemen apart voor. De boom wordt sinds het einde van de achttiende eeuw in Europa aangeplant. Hij wordt in Nederland tamelijk veel aangeplant langs straten en in parken en plantsoenen binnen de bebouwde kom. De boom is ongeschikt voor kalkrijke gronden en in tegenstelling tot wat de naam zou doen vermoeden is de boom minder geschikt voor natte, moerasachtige gronden. De boom kan echter wel korte tijd tegen overstromingen. De bladeren hebben een opvallend dieprode herfstkleur. De kwaliteit van het hout (horend tot het rood eiken) is minder in vergelijking met dat van andere eikensoorten.
De boom groeit matig snel, wordt in Nederland tot 20 m hoog en heeft een kegelvormige kroon. De horizontaal geplaatste takken hebben korte, scherpe twijgen. Op latere leeftijd buigen de onderste takken door. De moeraseik heeft smalle diep ingesneden bladeren met aan elke zijde twee tot vier lobben. Het blad is 7 tot 10 cm lang, heeft een 2 tot 5 cm lange bladsteel en een wigvormige voet. De boom loopt in het voorjaar uit met rode scheuten, die na een maand verkleuren naar donkergroen. Latere nieuwe scheuten in juli hebben ook een rode kleur. De bloemen verschijnen tegelijk met het blad. Mannelijke bloemen zitten in katjes, die zich ontwikkelen uit knoppen in de bladoksels van het voorgaande jaar. De vrouwelijke bloemen zitten op korte steeltjes in de oksels van de uitlopende bladeren.
Op vijftien- tot twintigjarige leeftijd gaat de boom eikels dragen. De 13 mm grote eikel is een enkele dopvrucht, waarvan de vruchtwand verhout is en die twee jaar nodig heeft om te rijpen. De eikels vallen van september tot december. Pas na een koude periode kunnen de eikels kiemen.

## Cultivars
Quercus palustris 'Green Dwarf' is een kleine cultivar die na 3 jaar een hoogte van 4,5 m bereikt.
Quercus palustris 'Helmonds Red Globe' is een in Helmond ontdekte cultivar met een perfect ronde kroon en intens rode herfstkleur. In de Verenigde Staten zijn klonen van deze boom in zeer grote aantallen aangeplant.

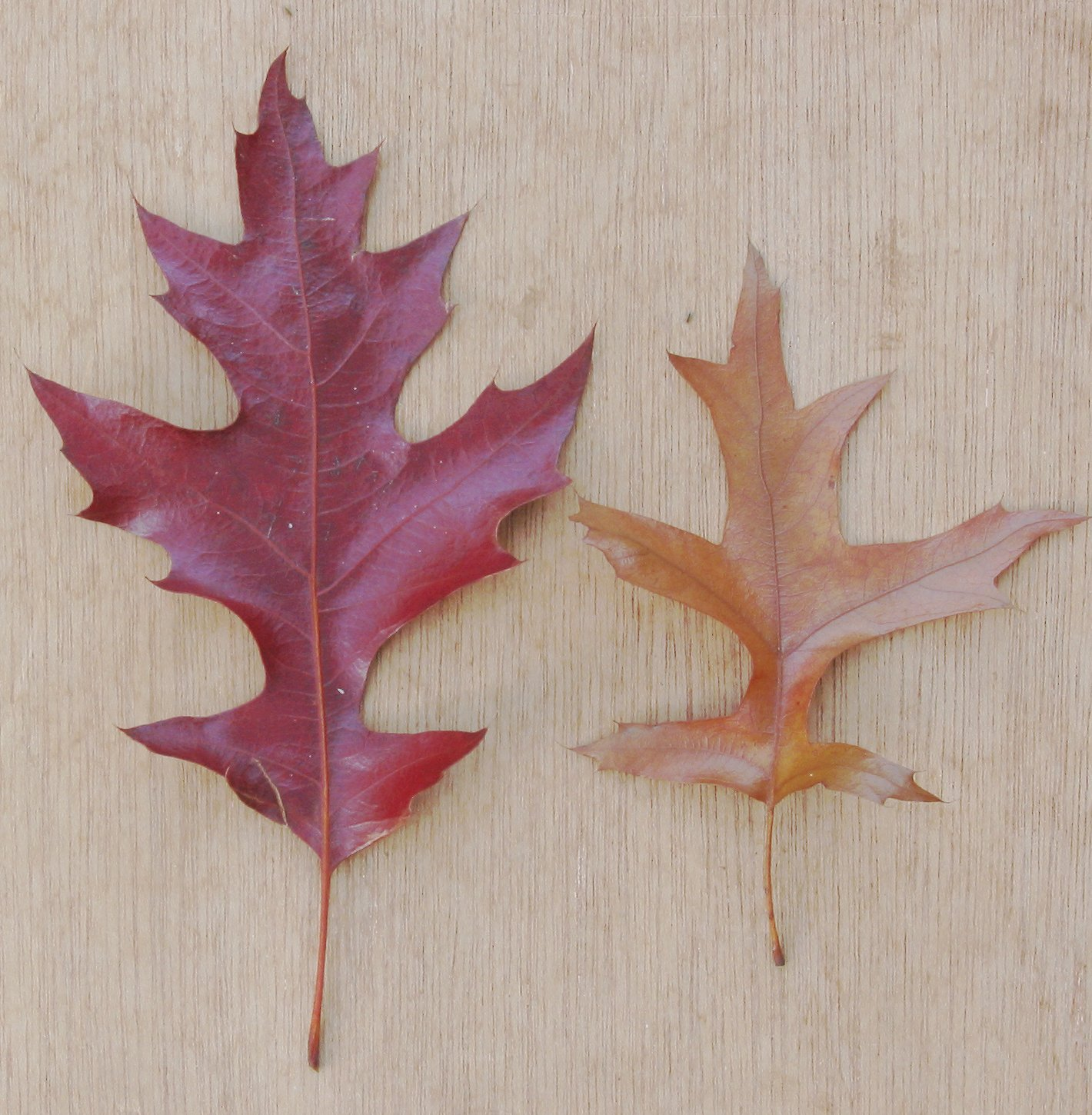
Herfstblad
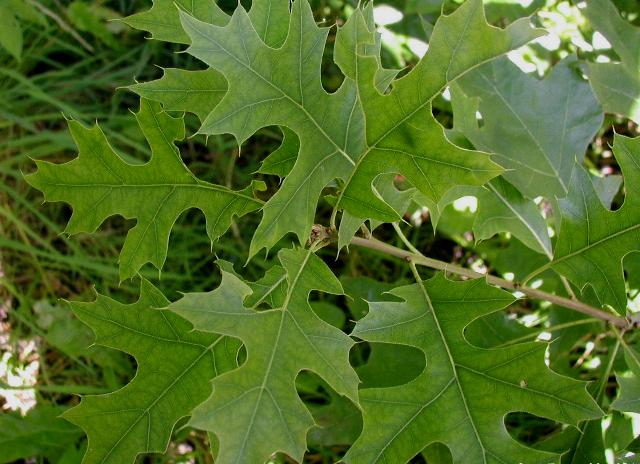
Zomerblad
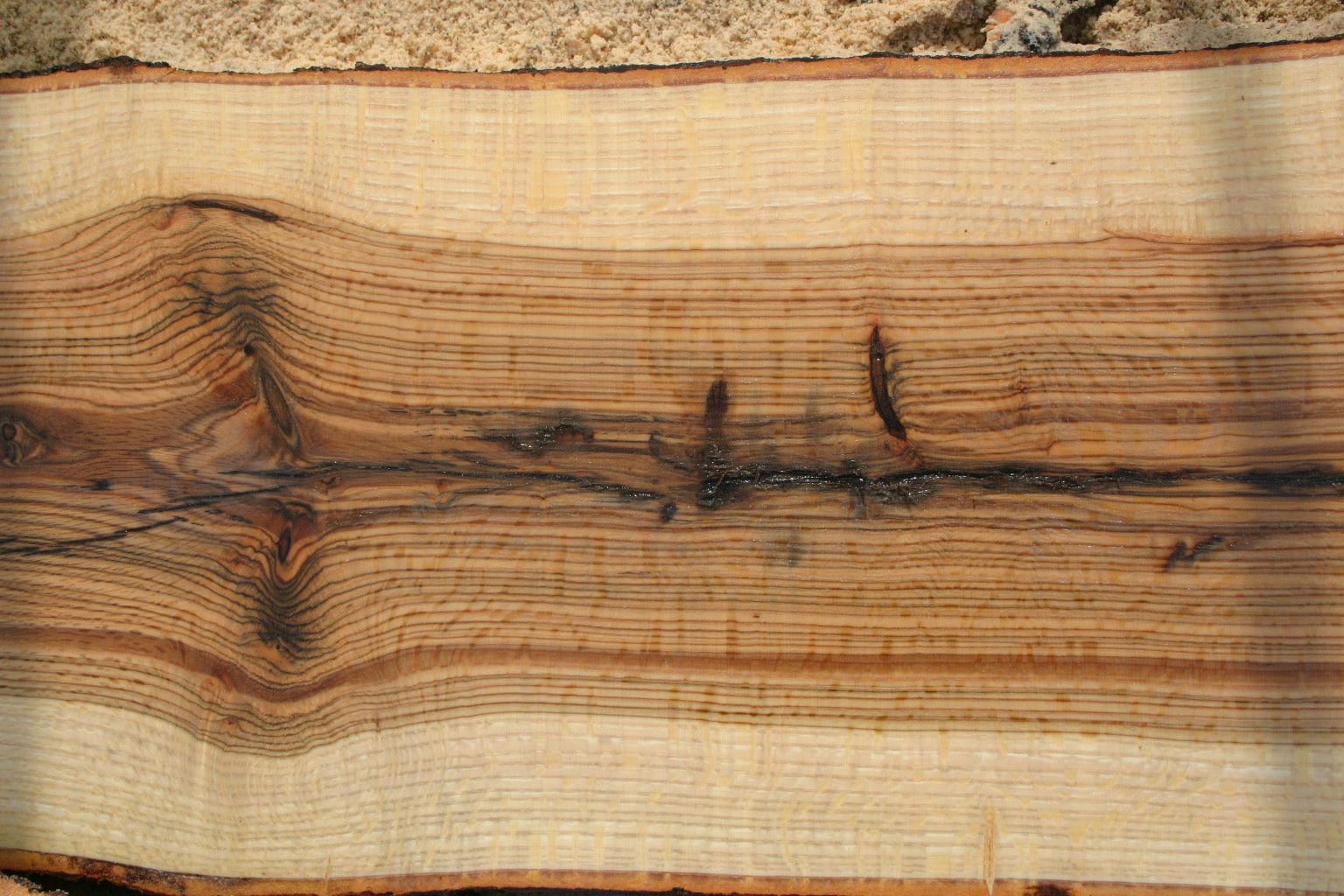
Stam, lengtedoorsnede
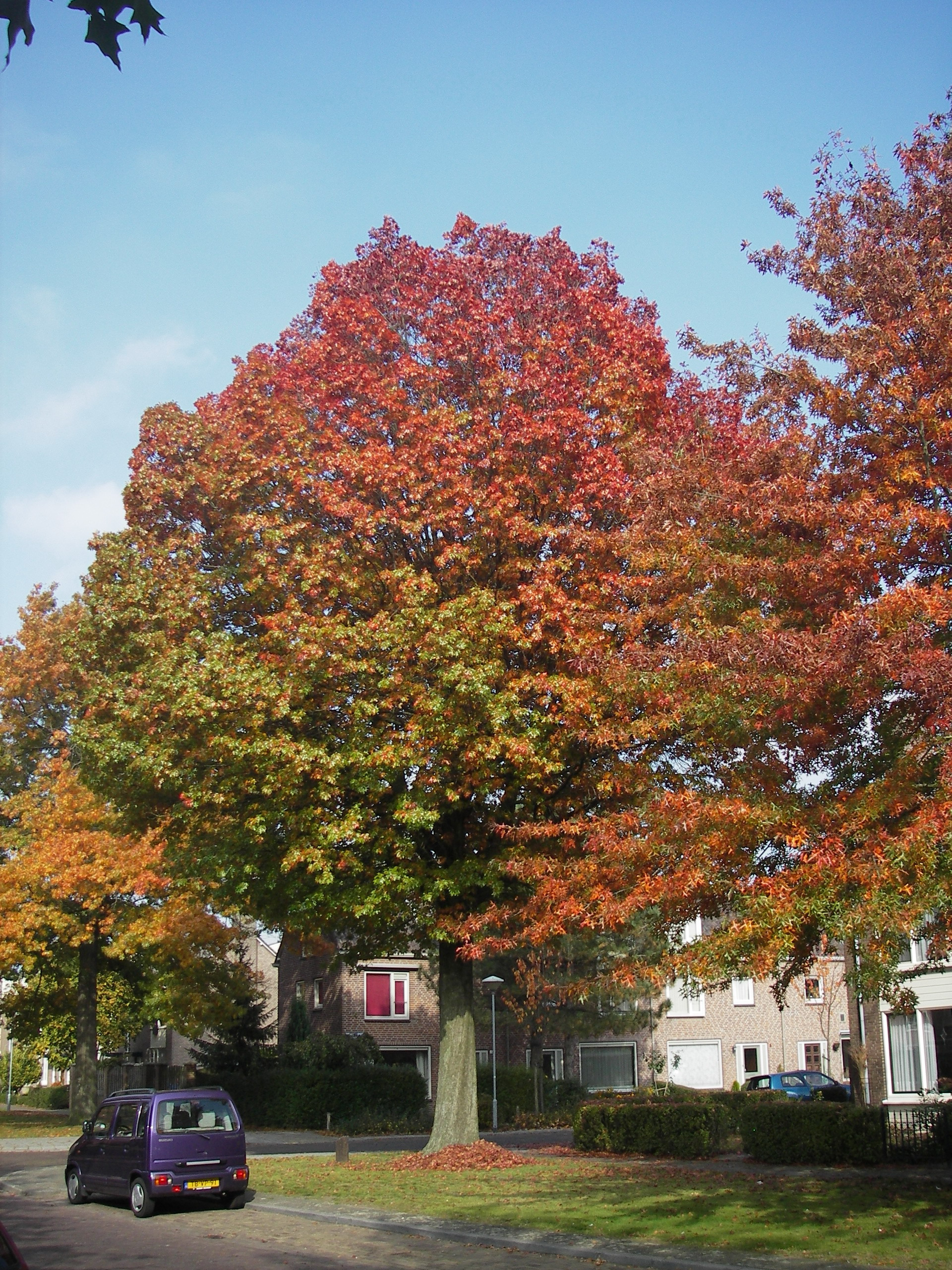
Quercus palustris 'Helmonds Red Globe' (Moederboom)
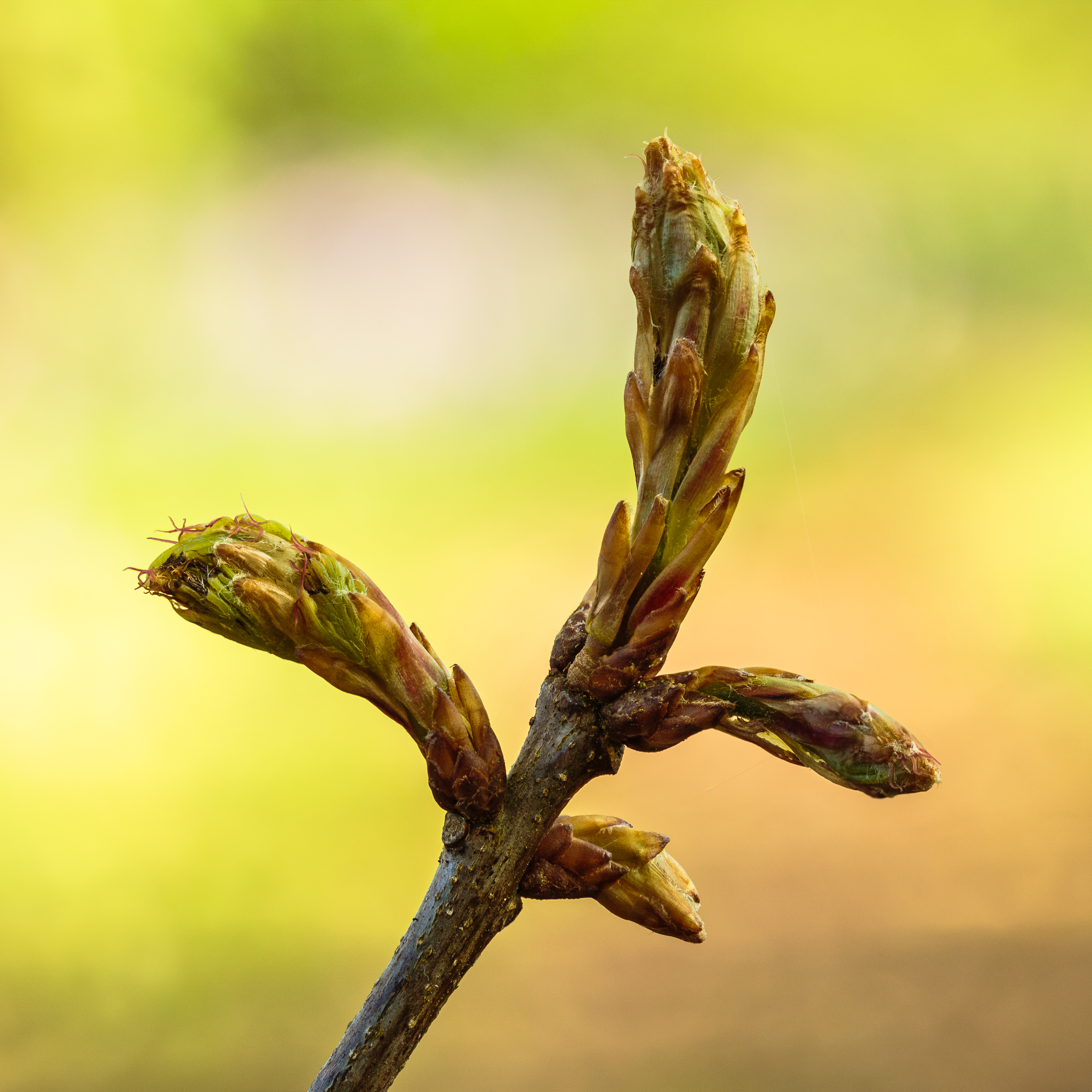
Uitlopende jonge scheuten.